# Verwaltungsgemeinschaft Brocken-Hochharz

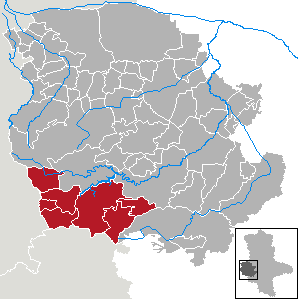
Lage der Verwaltungsgemeinschaft im Landkreis Harz, Stand zur Auflösung

Die Verwaltungsgemeinschaft Brocken-Hochharz im Landkreis Harz in Sachsen-Anhalt wurde am 1. Januar 2005 aus den Gemeinden der Verwaltungsgemeinschaft Hochharz und der Verwaltungsgemeinschaft Brocken gebildet, um ihre Verwaltungsgeschäfte zu erledigen. Sie bestand ursprünglich aus zehn Gemeinden, der Verwaltungssitz lag in Hasselfelde.
Am 1. Juli 2009 wurden die Gemeinde Schierke nach Wernigerode sowie Altenbrak und Treseburg nach Thale eingemeindet. Durch den Weggang von Schierke lag der namensgebende Brocken nicht mehr im Gebiet der Verwaltungsgemeinschaft. Am 1. Januar 2010 fusionierten alle übrigen Gemeinden außer Allrode mit Elbingerode (Harz) zur Stadt Oberharz am Brocken. Auf einer Fläche von 208,19 km² lebten zuletzt 7974 Einwohner (Stand: 31. Dezember 2008). Letzter Verwaltungsleiter war Wolf-Dietrich Rossek.

## Mitgliedsgemeinden
- Allrode
- Altenbrak (bis zum 30. Juni 2009)
- Stadt Benneckenstein
- Elend
- Stadt Hasselfelde
- Schierke (bis zum 30. Juni 2009)
- Sorge
- Stiege
- Tanne
- Treseburg (bis zum 30. Juni 2009)

## Wappen

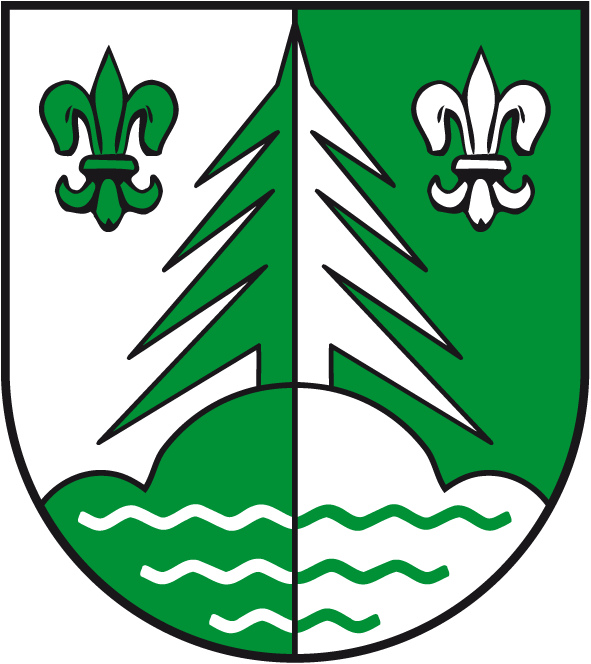
Wappen

Blasonierung: „Gespalten von Silber und Grün, in verwechselten Tinkturen eine von zwei Lilien begleitete Tanne auf einem mit drei Wellenlinien belegten Dreiberg.“
Die Wappensymbole gründen sich auf die bisher verwendeten, genehmigten Wappen der ehemaligen Verwaltungsgemeinschaften sowie auf die geografischen und naturellen Gegebenheiten, die für beide Regionen wesentlich sind. Das sind der Brocken, der Wald und die Flüsse und Bäche. Diese Inhalte wurden vom Magdeburger Kommunalheraldiker Jörg Mantzsch gestaltet und ins Genehmigungsverfahren geführt.